# 里尼韋湖
39°50′36″S 72°17′39″W / 39.84333°S 72.29417°W

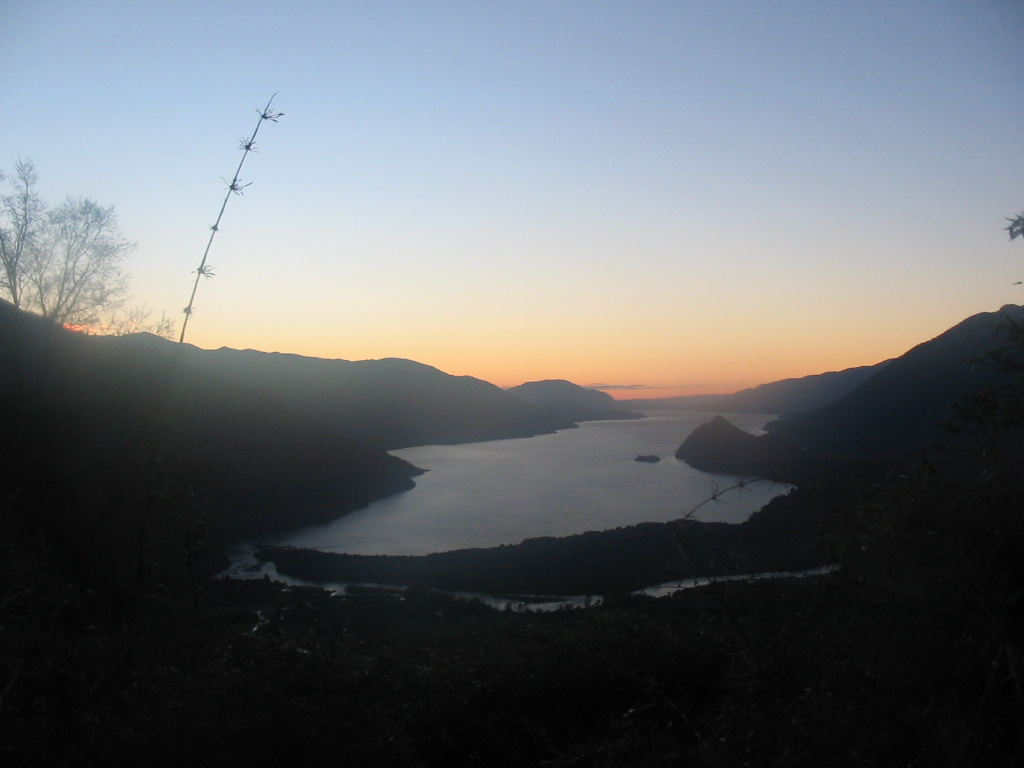

里尼韋湖是智利的湖泊，位於該國南部，由瓦爾迪維亞省負責管轄，長28.63公里、寬5.27公里，面積77.5平方公里，湖岸線長度72.84公里，海拔高度108米，平均水深162米，最大水深323米。

## 外部連結
- image of Riñihue Lake （页面存档备份，存于）